# Barraca do beijo

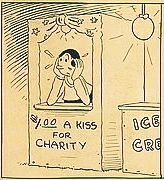
Olivia Palito em uma barraca do beijo ilustrada numa história em quadrinhos de 1921 por E. C. Segar

A barraca do beijo é uma atração festiva onde a pessoa que comanda a barraca beija quem ali vem por dinheiro, frequentemente para levantar recursos para a caridade.
A cantora-compositora e música americana Marnie Stern  comandou uma barraca do beijo em alguns de seus concertos em 2008.